# حوة (نبات)
الحوة أو اليعضيد أو الحُوّاء أو اللُّونِيَة (باللاتينية: Launaea) جنس نباتي ينتمي إلى الفصيلة النجمية. يضم هذا الجنس حوالي خمسين نوعا مقبولا من النباتات موطن كثير منها الوطن العربي.

## من أنواعهاالواطنةفي الوطن العربي
1. حوة أمل أمين (باللاتينية: Launaea amal-aminiae) في المغرب العربي ومصر
2. الحوة بلوطية الأوراق (باللاتينية: Launaea quercifolia) في المغرب العربي
3. الحوة الرأسية (باللاتينية: Launaea capitata) في بلاد الشام ومصر والمغرب العربي
4. حوة سقطرى (باللاتينية: [Launaea socotrana) في جزيرة سقطرى اليمنية
5. الحوة الشائكة (باللاتينية: Launaea spinosa) في بلاد الشام ومصر
6. الحوة الشجيرية (باللاتينية: Launaea arborescens) في المغرب العربي وإسبانيا
7. الحوة الصوفية (باللاتينية: Launaea lanifera) في المغرب العربي وإسبانيا
8. الحوة ضيقة الأوراق (باللاتينية: Launaea angustifolia) في بلاد الشام ومصر والمغرب العربي
9. الحوة عارية الساق (باللاتينية: Launaea nudicaulis) في بلاد الشام ومصر والمغرب العربي وصقلية وإسبانيا
10. الحوة العربية (باللاتينية: Launaea arabica) في بلاد الشام
11. الحوة القزمة (باللاتينية: Launaea arborescens) في المغرب العربي وإسبانيا
12. الحوة المملدة (باللاتينية: Launaea viminea) في المغرب العربي
13. الحوة المنبطحة (باللاتينية: Launaea procumbens) في بلاد الشام ومصر
14. الحوة المهرية (باللاتينية: Launaea almahrahensis) في اليمن
15. الحوة النقطية (باللاتينية: Launaea mucronata) في بلاد الشام ومصر والمغرب العربي
16. الحوة الهشة (باللاتينية: Launaea fragilis) في بلاد الشام والمغرب العربي ومصر وقبرص وصقلية وإسبانيا
17. حوة وادي موسى (باللاتينية: Launaea massavensis) في بلاد الشام ومصر